# Maria Holban
Maria Holban (n. 30 mai 1901, București – d. 18 martie 1991, București) a fost o istorică română, din 1990 membru corespondent al Academiei Române.

## Viața
A fost fiica lui Ștefan Holban, ministru de război în guvernul Take Ionescu.
Alături de un colectiv din cadrul Institutului de Istorie „Nicolae Iorga”, Holban a avut un aport esențial în editarea seriei Călători străini despre țările române, o colecție de mărturii traduse și adnotate, însoțite de studii introductive, adresată cercetătorilor istorici. Pregătită încă din 1954, seria a fost tipărită începând cu 1968 pe parcursul a peste trei decenii, studiul introductiv al primului volum conținând considerațiile metodologice ale Mariei Holban. Istorica a fost de asemenea asociată cu seria C privitoare la Transilvania a colecției Documente privind istoria României.

## Traducere
Civilizația Occidentului Medieval - Jacques Le Goff

## Publicații
- Călători străini despre țările române, vol. I, Volum îngrijit de Maria Holban, București: Editura Științifică, 1968
- Călători străini despre țările române, vol. II, Volum îngrijit de Maria Holban (redactor responsabil), Maria Matilda Alexandrescu-Dersca Bulgaru și Paul Cernovodeanu, București: Editura Științifică, 1970
- Călători străini despre țările române, vol. III, Volum îngrijit de Maria Holban (redactor responsabil), Maria Matilda Alexandrescu-Dersca Bulgaru și Paul Cernovodeanu, București: Editura Științifică, 1971
- Călători străini despre țările române, vol. IV, Volum îngrijit de Maria Holban (redactor responsabil), Maria Matilda Alexandrescu-Dersca Bulgaru și Paul Cernovodeanu, București: Editura Științifică, 1972
- Călători străini despre țările române, vol. V, Volum îngrijit de Maria Holban (redactor responsabil), Maria Matilda Alexandrescu-Dersca Bulgaru și Paul Cernovodeanu, București: Editura Științifică, 1973
- Călători străini despre țările române, vol. VII, Volum îngrijit de Maria Holban (redactor responsabil), Maria Matilda Alexandrescu-Dersca Bulgaru și Paul Cernovodeanu, București: Editura Științifică și Enciclopedică, 1980
- Călători străini despre țările române, vol. VIII, Volum îngrijit de Maria Holban (redactor responsabil), Maria Matilda Alexandrescu-Dersca Bulgaru și Paul Cernovodeanu, București: Editura Științifică și Enciclopedică, 1983
- Călători străini despre țările române, vol. IX, Volum îngrijit de Maria Holban (redactor responsabil), Maria Matilda Alexandrescu-Dersca Bulgaru și Paul Cernovodeanu, București: Editura Academiei Române, 1997
- Călători străini despre țările române, vol. X, partea I, Volum îngrijit de Maria Holban, Maria Matilda Alexandrescu-Dersca Bulgaru și Paul Cernovodeanu (redactor responsabil), București: Editura Academiei Române, 2000
- Călători străini despre țările române, vol. X, partea a II-a, Volum îngrijit de Maria Holban, Maria Matilda Alexandrescu-Dersca Bulgaru și Paul Cernovodeanu (redactor responsabil), București: Editura Academiei Române, 2001